# Liste von Seen in Deutschland/G
| Name                    | Stadt/Gemeinde/Landkreis          | Land                   | Fläche in km²      |
| ----------------------- | --------------------------------- | ---------------------- | ------------------ |
| Gaarzer See             | Plau am See                       | Mecklenburg-Vorpommern |                    |
| Gabelsee                | Falkenhagen (Mark)                | Brandenburg            |                    |
| Gädebehner See          | Knorrendorf                       | Mecklenburg-Vorpommern | 0,15               |
| Galenbecker See         | Torgelow                          | Mecklenburg-Vorpommern | 5,90               |
| Galgenmoorsee           | Cloppenburg                       | Niedersachsen          | 0,025              |
| Gamensee                | Höhenland, Werneuchen             | Brandenburg            |                    |
| Gamensee                | Falkenberg                        | Brandenburg            |                    |
| Garder See              | Lohmen                            | Mecklenburg-Vorpommern | 1,01               |
| Garrensee               | Ratzeburg                         | Schleswig-Holstein     | 0,182              |
| Gartower See            | Gartow                            | Niedersachsen          | 0,54               |
| Geester See             | Geeste                            | Niedersachsen          | ca. 2,30           |
| Gehrensee               | Berlin                            | Berlin                 | 0,0107             |
| Geiseltalsee            | Geiseltal                         | Sachsen-Anhalt         | 18,4               |
| Gemündener Maar         | Daun                              | Rheinland-Pfalz        | 0,072              |
| Genkeltalsperre         | Gummersbach, Meinerzhagen         | Nordrhein-Westfalen    | 0,64               |
| Gifiz See               | Offenburg                         | Baden-Württemberg      |                    |
| Glabbacher Bruch        | Nettetal                          | Nordrhein-Westfalen    | 0,36               |
| Glambecker See          | Neustrelitz                       | Mecklenburg-Vorpommern |                    |
| Glambecksee             | Kieve                             | Mecklenburg-Vorpommern |                    |
| Glambecksee             | Krackow                           | Mecklenburg-Vorpommern | 0,04               |
| Glambecksee             | Vielitzsee                        | Brandenburg            |                    |
| Glammsee (Warin)        | Warin                             | Mecklenburg-Vorpommern | 0,66               |
| Glammsee (Witzin)       | Witzin                            | Mecklenburg-Vorpommern | 0,845              |
| Glaswaldsee             | Bad Rippoldsau-Schapbach          | Baden-Württemberg      | 0,03               |
| Glienicker Lake         | Berlin, Potsdam                   | Berlin, Brandenburg    |                    |
| Glindower See           | Werder                            | Brandenburg            | 1,95               |
| Glörtalsperre           | Breckerfeld, Schalksmühle         | Nordrhein-Westfalen    | 0,21               |
| Glower See              | Beeskow                           | Brandenburg            | 1,22               |
| Gobenowsee              | Wustrow                           | Mecklenburg-Vorpommern | 1,35               |
| Godendorfer See         | Wokuhl-Dabelow                    | Mecklenburg-Vorpommern | 0,489              |
| Godowsee                | Wokuhl-Dabelow                    | Mecklenburg-Vorpommern |                    |
| Göhlensee               | Guben                             | Brandenburg            | 0,049              |
| Gohlitzsee              | Kloster Lehnin                    | Brandenburg            |                    |
| Goldberger See          | Goldberg                          | Mecklenburg-Vorpommern | 7,70               |
| Goldbergsee             | Marktschorgast                    | Bayern                 | 1,45               |
| Goldbergsee             | Malsfeld-Ostheim                  | Hessen                 | 0,165              |
| Gördensee               | Brandenburg an der Havel          | Brandenburg            | 0,4                |
| Gorinsee                | Schönwalde                        | Brandenburg            | 0,24               |
| Görnsee                 | Kloster Lehnin                    | Brandenburg            | 0,162              |
| Görtowsee               | Roggentin                         | Mecklenburg-Vorpommern |                    |
| Gothensee               | Heringsdorf                       | Mecklenburg-Vorpommern | 5,56               |
| Göttinsee               | Rüdersdorf bei Berlin             | Brandenburg            | 2,16               |
| Gottlieber Welle        | Rheinberg                         | Nordrhein-Westfalen    |                    |
| Gottower See            | Nuthe-Urstromtal                  | Brandenburg            |                    |
| Götzenbachstausee       | Göggingen                         | Baden-Württemberg      | 0,034 bis 0,45     |
| Gräbendorfer See        | Vetschau/Spreewald, Drebkau       | Brandenburg            | 4,25               |
| Grabowsee               | Finowfurt                         | Brandenburg            |                    |
| Grabowsee               | Oranienburg                       | Brandenburg            |                    |
| Graft                   | Wangerland                        | Niedersachsen          |                    |
| Grambker Feldmarksee    | Bremen                            | Bremen                 | 0,089              |
| Grambker See            | Bremen                            | Bremen                 | 0,024              |
| Grammertiner See        | Wokuhl-Dabelow                    | Mecklenburg-Vorpommern |                    |
| Granestausee            | Langelsheim                       | Niedersachsen          | 2,19               |
| Granziner See           | Kratzeburg                        | Mecklenburg-Vorpommern | 0,536              |
| Granzower Möschen       | Mirow                             | Mecklenburg-Vorpommern | 0,42               |
| Gremminer See           | Gräfenhainichen                   | Sachsen-Anhalt         | 5,44               |
| Griebnitzsee            | Berlin, Potsdam                   | Berlin, Brandenburg    | 0,592              |
| Grienericksee           | Rheinsberg                        | Brandenburg            |                    |
| Griepensee              | Märkische Schweiz                 | Brandenburg            | 0,06               |
| Grimnitzsee             | Joachimsthal                      | Brandenburg            | 7,77               |
| Grimnitzsee             | Berlin                            | Berlin                 | 0,074              |
| Gröbener See            | Ludwigsfelde                      | Brandenburg            | 0,24               |
| Gröberner See           | Muldestausee, Gräfenhainichen     | Sachsen-Anhalt         | 3,66               |
| Groß Behnitzer See      | Nauen                             | Brandenburg            |                    |
| Großdöllner See         | Templin                           | Brandenburg            | 1,23               |
| Große Dhünntalsperre    | Kürten, Odenthal, Wermelskirchen  | Nordrhein-Westfalen    | 4,4                |
| Große Karausche         | Schwerin                          | Mecklenburg-Vorpommern | 0,017              |
| Großenbaumer See        | Duisburg                          | Nordrhein-Westfalen    | 0,09               |
| Großer Auesee           | Espelkamp                         | Nordrhein-Westfalen    | 0,045              |
| Großer Alpsee           | Oberallgäu                        | Bayern                 | 2,473              |
| Großer Arbersee         | Lohberg                           | Bayern                 | 0,072              |
| Großer Bischofsweiher   | Erlangen                          | Bayern                 | 0,4                |
| Großer Bodensee         | Kratzeburg                        | Mecklenburg-Vorpommern | 0,351              |
| Großer Bornhorster See  | Oldenburg                         | Niedersachsen          | 0,469              |
| Großer Brückentinsee    | Wokuhl-Dabelow                    | Mecklenburg-Vorpommern | 1,34               |
| Großer Buckowsee        | Finowfurt                         | Brandenburg            |                    |
| Großer Bürgersee        | Neustrelitz                       | Mecklenburg-Vorpommern |                    |
| Großer Däbersee         | Märkische Schweiz                 | Brandenburg            |                    |
| Großer Dambecker See    | Bobitz                            | Mecklenburg-Vorpommern | 1,34               |
| Großer De-Witt See      | Nettetal                          | Nordrhein-Westfalen    | siehe: De-Witt-See |
| Großer Dehlensee        | Leverkusen                        | Nordrhein-Westfalen    |                    |
| Großer Eichhorstsee     | Roggentin                         | Mecklenburg-Vorpommern |                    |
| Großer Emssee           | Wustrow                           | Mecklenburg-Vorpommern |                    |
| Großer Eutiner See      | Eutin / Kreis Ostholstein         | Schleswig-Holstein     | ca. 2,3            |
| Großer Fürstenseer See  | Neustrelitz                       | Mecklenburg-Vorpommern |                    |
| Großer Glieningsee      | Odervorland                       | Brandenburg            | 2,12               |
| Großer Goitzschesee     | Bitterfeld-Wolfen                 | Sachsen-Anhalt         | 13,32              |
| Großer Griesensee       | Storkow                           | Brandenburg            |                    |
| Großer Keetzsee         | Neustrelitz                       | Mecklenburg-Vorpommern | 0,383              |
| Großer Klobichsee       | Märkische Schweiz                 | Brandenburg            |                    |
| Großer Krebssee         | Heringsdorf                       | Mecklenburg-Vorpommern |                    |
| Großer Kreßinsee        | Groß Kelle                        | Mecklenburg-Vorpommern | 0,746              |
| Großer Kulowsee         | Neustrelitz                       | Mecklenburg-Vorpommern | 0,67               |
| Großer Labussee         | Userin                            | Mecklenburg-Vorpommern | 3,33               |
| Großer Lankesee         | Löwenberger Land                  | Brandenburg            |                    |
| Großer Lanzsee          | Neustrelitz                       | Mecklenburg-Vorpommern |                    |
| Großer Lattsee          | Altlandsberg                      | Brandenburg            |                    |
| Großer Lienewitzsee     | Michendorf                        | Brandenburg            | 0,1514             |
| Großer Malchsee         | Berlin                            | Berlin                 | 0,1568             |
| Großer Mechowsee        | Feldberger Seenlandschaft         | Mecklenburg-Vorpommern | 0,321              |
| Großer Medower See      | Goldberg                          | Mecklenburg-Vorpommern | 0,39               |
| Großer Möggelinsee      | Zossen                            | Brandenburg            |                    |
| Großer Müggelsee        | Berlin                            | Berlin                 | 7,433              |
| Großer Pälitzsee        | Wesenberg                         | Mecklenburg-Vorpommern | 2,58               |
| Großer Parsick          | Geldern, Kempen, Neukirchen-Vluyn | Nordrhein-Westfalen    |                    |
| Großer Peetscher See    | Dreetz                            | Mecklenburg-Vorpommern | 0,62               |
| Großer Plessower See    | Werder                            | Brandenburg            | 3,22               |
| Großer Plöner See       | Holsteinische Schweiz             | Schleswig-Holstein     | 28,4               |
| Großer Pönitzer See     | Holsteinische Schweiz             | Schleswig-Holstein     | 1,08               |
| Großer Pohlsee          | Langen Brütz                      | Mecklenburg-Vorpommern |                    |
| Großer Prälanksee       | Neustrelitz                       | Mecklenburg-Vorpommern |                    |
| Großer Rühner See       | Rühn                              | Mecklenburg-Vorpommern | 0,99               |
| Großer Säwkowsee        | Roggentin                         | Mecklenburg-Vorpommern |                    |
| Großer Samithsee        | Biesenthal                        | Brandenburg            | 0,42               |
| Großer Schulzensee      | Prenzlau                          | Brandenburg            |                    |
| Großer Seddiner See     | Seddiner See                      | Brandenburg            | 2,18               |
| Großer See              | Murchin                           | Mecklenburg-Vorpommern | 0,64               |
| Großer See              | Nordwestuckermark                 | Brandenburg            | 2,6                |
| Großer See              | Prötzel                           | Brandenburg            |                    |
| Großer Segeberger See   | Bad Segeberg                      | Schleswig-Holstein     | 1,70               |
| Großer Selchower See    | Storkow                           | Brandenburg            |                    |
| Großer Spektesee        | Berlin                            | Berlin                 | 0,07               |
| Großer Stadtsee         | Eberswalde                        | Brandenburg            |                    |
| Großer Stadtsee         | Penzlin                           | Mecklenburg-Vorpommern | 0,88               |
| Großer Steeder See      | Warin                             | Mecklenburg-Vorpommern |                    |
| Großer Sternberger See  | Sternberg                         | Mecklenburg-Vorpommern | 2,50               |
| Großer Stiegsee         | Neustrelitz                       | Mecklenburg-Vorpommern |                    |
| Großer Storkower See    | Storkow                           | Brandenburg            | 3,72               |
| Großer Südsee           | Dahmen                            | Mecklenburg-Vorpommern |                    |
| Großer Teich            | Hohen Wangelin                    | Mecklenburg-Vorpommern |                    |
| Großer Teufelssee       | Sanitz                            | Mecklenburg-Vorpommern | 0,21               |
| Großer Tornowsee        | Oberbarnim                        | Brandenburg            | 0,10               |
| Großer Trepliner See    | Zeschdorf                         | Brandenburg            |                    |
| Großer Treppelsee       | Naturpark Schlaubetal             | Brandenburg            | 0,77               |
| Großer Varchentiner See | Varchentin                        | Mecklenburg-Vorpommern | 1,81               |
| Großer Wariner See      | Warin                             | Mecklenburg-Vorpommern | 2,60               |
| Großer Wendsee          | Brandenburg an der Havel          | Brandenburg            |                    |
| Großer Weißer See       | Wesenberg                         | Mecklenburg-Vorpommern | 0,27               |
| Großer Wochowsee        | Storkow                           | Brandenburg            |                    |
| Großer Wostevitzer See  | Sagard, Rügen                     | Mecklenburg-Vorpommern | 0,76               |
| Großer Wukensee         | Biesenthal-Barnim                 | Brandenburg            |                    |
| Großer Wünsdorfer See   | Zossen                            | Brandenburg            | 1,68               |
| Großer Zechliner See    | Flecken Zechlin                   | Brandenburg            | 1,8                |
| Großer Zernsee          | Werder                            | Brandenburg            | 2,68               |
| Großer Zeschsee         | Zossen                            | Brandenburg            | 0,41               |
| Großer Zug              | Königs Wusterhausen               | Brandenburg            |                    |
| Großes Meer             | Südbrookmerland                   | Niedersachsen          | 2,90 (ohne Schilf) |
| Großes Moor             | Hohenfelde                        | Mecklenburg-Vorpommern | 0,06               |
| Großes Sager Meer       | Ahlhorn                           | Niedersachsen          | 0,16               |
| Grössinsee              | Trebbin                           | Brandenburg            | 0,94               |
| Groß Glienicker See     | Potsdam                           | Brandenburg            | 0,667              |
| Groß Keller See         | Groß Kelle                        | Mecklenburg-Vorpommern |                    |
| Groß Labenzer See       | Warin                             | Mecklenburg-Vorpommern | 2,30               |
| Groß Upahler See        | bei Güstrow                       | Mecklenburg-Vorpommern | 1,07               |
| Großräschener See       | Großräschen                       | Brandenburg            | 7,7                |
| Grubensee               | Storkow (Mark)                    | Brandenburg            | 0,58               |
| Gruber See              | Krakow am See                     | Mecklenburg-Vorpommern |                    |
| Gruhlsee                | Brühl                             | Nordrhein-Westfalen    |                    |
| Grundloser See          | Walsrode                          | Niedersachsen          | 0,047              |
| Grunewaldsee            | Berlin                            | Berlin                 | 0,175              |
| Grüner See              | Düsseldorf                        | Nordrhein-Westfalen    |                    |
| Grüner See              | Melle                             | Niedersachsen          | 0,001              |
| Grüner See              | Troisdorf                         | Nordrhein-Westfalen    |                    |
| Grüner Teich            | Tornitz (Grube Alfred)            | Sachsen-Anhalt         | 0,25               |
| Grüntensee              | Oberallgäu                        | Bayern                 | 1,23               |
| Gudelacksee             | Lindow (Mark)                     | Brandenburg            | 4,38               |
| Gudower See             | Gudow                             | Schleswig-Holstein     | 0,707              |
| Gülper See              | Havelaue, Havelland               | Brandenburg            | 6,6                |
| Gültzsee                | Dobbin-Linstow                    | Mecklenburg-Vorpommern | 0,389              |
| Günzer See              | Altenpleen                        | Mecklenburg-Vorpommern | 0,157              |
| Güterfelder Haussee     | Stahnsdorf                        | Brandenburg            |                    |
| Gutssee                 | Streganz                          | Brandenburg            | 0,12               |